# Ildefons Alier i Martra
Ildefons Alier i Martra (Barcelona, 30 de juliol de 1864 - Madrid, 22 de setembre de 1938) fou un editor musical i un comerciant català.

## Biografia
Fou fill de Francesc Alier i Pons, botiguer, i d'Amàlia Martra i Pons, ambdós naturals de Barcelona. Va néixer al número 13 del carrer Rec Comtal.
L'any 1908, va fundar un establiment editorial i magatzem de música i pianos. Anys abans, però, Alier fou representant de l'editor Andreu Vidal i Llimona a Barcelona (1894). El 1904 figurava com a gerent de la societat Vidal Llimona i Boceta. Va desenvolupar una activitat comercial molt important, ja que estigué no només involucrat en l'edició d'obres noves, sinó que també adquirí la totalitat o una part de diversos fons musicals. Alguns d'aquests fons són: Vidal Llimona i Boceta i Manuel Salvat (1908), la fàbrica de rotlles de pianola de "Zaragoza España Musical" (1909), la producció editorial de Lluís Tena i Sánchez Ferris (1910), el fons de Joan Ayné (1911) i la col·lecció de música sacra de la casa Arilla de Pamplona. La seva influència fou molt gran pel patrimoni adquirit i perquè l'any 1913 disposava de sucursals o dipòsits a Madrid, Barcelona, València i París. També fou el representant a Espanya d'editors internacionals com ara Choudens, Ricordi, Breitkopf o Schotts Sohne. Entre 1913 i 1915, amb la finalitat de promocionar les seves produccions editorials, Alier va organitzar recitals a Madrid a prop de la Plaza de Santa Ana. L'any 1914 creà, amb dos socis més, la Sociedad Editorial de Música que durà fins a l'any 1933 a causa de l'abandonament d'Alier.
Ildefons Alier tingué una de les produccions musicals més ostentoses del seu moment. Entre 1908 i 1925 publicà diverses col·leccions de música religiosa, nombroses sarsueles i música ballable. Algunes de les edicions més conegudes són:
- Antología de organistas clásicos españoles. Siglos XVI-XVIII de Felip Pedrell (1908)
- La publicació mensual religiosa Biblioteca Sacro-Musical (1911) -continuació de la col·lecció iniciada l'any 1896-
- La revista El Arte Musical (1915-1917)

A partir de 1920 la qualitat d'impressió de les seves publicacions decaigué, produint-se un canvi de format i una reducció de les il·lustracions. Segons Alier descriu en el seu article "Un editor que se defiende", fou en aquesta època en què els principals compositors espanyols decidirien contractar serveis de publicació estrangers, a més a més, la pirateria comercial començava a expandir-se, raó per la qual el mercat iberoamericà entrà en declivi, afectant el món de la producció editorial espanyola. Així i tot, la publicació duta a terme per Alier es basà, durant aquells temps, en cuplets, tangos, pasdobles, etc.